# 圣帕尔泰姆
圣帕尔泰姆（法語：Saint-Parthem，法語發音：[sɛ̃ paʁtɛm]）是法国阿韦龙省的一个市镇，属于鲁埃格自由城区。

## 地理
圣帕尔泰姆（44°37'34"N, 2°18'54"E）面积20.43 平方千米，位于法国奧克西塔尼大區阿韦龙省，该省份为法国南部内陆省份，位于法國中央高原南部，北起顺时针与康塔爾省、洛泽尔省、加尔省、埃罗省、塔恩省、塔恩-加龙省和洛特省接壤。
与圣帕尔泰姆接壤的市镇（或旧市镇、城区）包括：阿尔蒙莱瑞尼、鲁埃格地区孔克、弗拉尼亚克、圣桑坦。

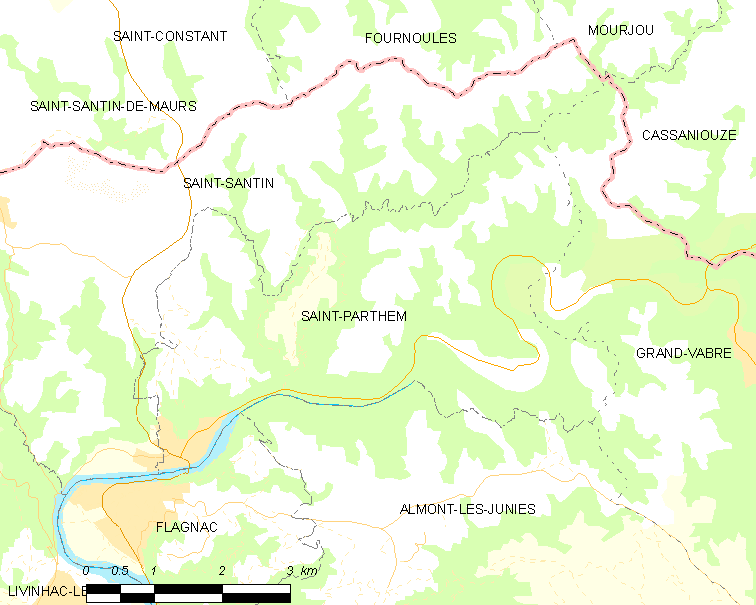
圣帕尔泰姆的OSM定位图

圣帕尔泰姆的时区为UTC+01:00、UTC+02:00（夏令时）。

## 行政
圣帕尔泰姆的邮政编码为12300，INSEE市镇编码为12240。

## 政治
圣帕尔泰姆所属的省级选区为洛特-杜尔杜县。

## 人口

1962-2008年间圣帕尔泰姆人口变化图示

圣帕尔泰姆于2022年1月1日时的人口数量为406人。